# Edouard Lucas
Edouard Lucas (4. april 1842 – 3. oktober 1891) var en fransk matematiker. 
Lucas har bl.a. navngivet den talrække Leonardo Pisano beskrev i Liber Abaci, som han gav navnet Fibonacci-talrækken. Han har også udviklet en talrække, der kaldes Lucas Talrække.